# Тао
За остала значења види Тао (вишезначна одредница)
Тао (или Дао - Пут) дословно значи Пут, а у кинеској филозофији означава законитост свемира, којим се по унутрашњој нужди креће свако светско збивање. Овај принцип могу разумети само појединци чији је живот усаглашен са основним принципима природе.
Тао је основно начело таоизма и један од темељних појмова кинеске филозофије. За разне кинеске филозофске школе заједничка је теорија по којој кад развој неке ствари стигне до крајности, долази до преокрета у другу крајност. То је једна од главних теза Лао Цеове филозофије, а такође и Књиге промена.
Појам тао је сродан ведском рта, индијском појму дарма и грчком логосу.

## Етимологија
Појам тао (пинјин: дао) који се обележава идеограмом сложеним од знакова “глава” и “ићи” постоји на вазама још из бронзаног доба. Термин може значити пут, начин, начело. Појам тао није првобитно био везан значењем које му дају таоисти. У почетку тао означава законитост кретања небеских тела око Земље, а та се правилност схвата као узрок и симбол свих земаљских збивања.
Теорија о кретању кроз промене је била надахнута кретањем Сунца и Месеца и смењивањем четири годишња доба. У »Додацима« Књизи промена каже се: »Кад оде хладноћа, долази топлота, а кад доде топлота, одлази хладноћа«. И опет: »Кад Сунце досегне врхунац, опада, а кад Месец постане пун, почиње да опада«. Таква кретања се називају »враћањем«. Тако »I додатак« вели: »У враћању видимо дух Неба и Земље«. У књизи Лао-це налазимо сличне речи: »Преокретање је кретање Тао-а«.

## Тао у таоизму
Сматра се да најстарије сачувано таоистичко дјело „Јин-фу-чинг“ (О складу невидљивога) потиче из времена цара Хуанг-ти (2697. п. н. е.). Главни представници класичног таоизма су Лао Це (570—490. п. н. е.), Лие Це (око 400. п. н. е.) и Чуанг Це (умро око 330. пр. н. е.). Према Лао Цеу обележја таоа су: незахватљивост, неизрецивост, непокретљивост, неделатност, јединство. Тао је „понор“ где се смирује свако збивање. То је „јединство супротности“ и исконско природно стање свега. „Тао никада не делује, али се по њему све дешава." Његову неизрецивост мудрац може изразити једино парадоксима. Лаози одатле изводи идеал живота у складу с природом. У супротности с природом налази се цивилизација феудалног царства под тадашњом династијом Џоу.
Највећи таоистички дијалектичар Чуанг Це дефинише га овако: „Стварност без простора, трајност без времена, то је свемир, космичко јединство, свеобухватност, тао." Према Лие Цеу „Тао се не досеже позитивним напорима, него неделањем“ (ву-веи). За њега је многострукост бића привидна, реално је само јединство битка, а „разлика живота и смрти је имагинарна“... „Биће које овде страда препорађа се на другом мјесту... настанак и престанак, долазак и одлазак карике су ланца, али је нит водиља у тој уланчаности незахватљива."
Тао се у свету испољава преко врлине (те). Она покреће „велики ток“ којем дају кружни смер две супротне снаге, Јин и јанг, пасивна и активна сила, које теже за поновним уравнотежењем и повратком у тао. „Обновити своју природу значи вратити се у исконску природу битка“ (Чуанг-тсе). Та је исконска природа тао. Плодови људске делатности су „вештачки“ и илузорни. Отуда вера таоиста у повратак природи и њихов пасивни став према току догађаја у друштвеном животу. Дужност доброг владара је да не ремети мирни ток таоа и да буде суздржљив у доношењу и примени закона.

## Тао у будизму
Кинески ч'ан учитељи често називају пробуђење „виђењем Тао-а“. П'у-јиан, познат као учитељ из Нан-ч'ијана (умро 830), говорио је:
Тао се не може сврстати ни као знање ни као незнање. Знање је илузорна свест а незнање слепа несвесност. Ако одиста схватите несумњиви Тао, он је као непрегледно пространство празнине, те како се у њ могу сабити разлике између исправног и погрешног?
Схватити Тао исто је што и сјединити се с њим. Његово непрегледно пространство празнине није празнина, то је просто стање у којем су нестале све разлике. Чан учитељи то описују као стање у ком »знање и истина постају неразлучиви, предмети и дух обликују једну целину и нестаје разлика између оног који доживљава и доживљеног«. У том стању човек одбацује знање у уобичајеном смислу, које поставља разлику између сазнаваоца и предмета спознаје. При свем том, он није без знања, јер се његово стање разликује од слепе несвесности. То се назива знањем које није знање.

## Утицај на кинеску културу
Ова теорија је имала велики утицај на Кинезе и много је допринела савладавању разних тешкоћа на које су наилазили у својој дугој историји. Убеђени у ову теорију, они остају опрезни чак и у време напретка, а надају се чак и у раздобљу највеће опасности.
Ова теорија је уједно пружила главни аргумент за доктрину златне средине, којој су подједнако били склони и конфуцијанци и таоисти. »Никад сувише« била је максима и једних и других. Јер, по њима, боље је да човек погреши имајући премало, но да погреши имајући сувише, и боље је погрешити оставивши ствари неучињене, но да се погреши претеривањем у њиховом обављању. Јер поседовањем сувишног и претеривањем у делању човек се излаже опасности да постигне супротно од оног што жели (види неделање).